# カーリンジャル城

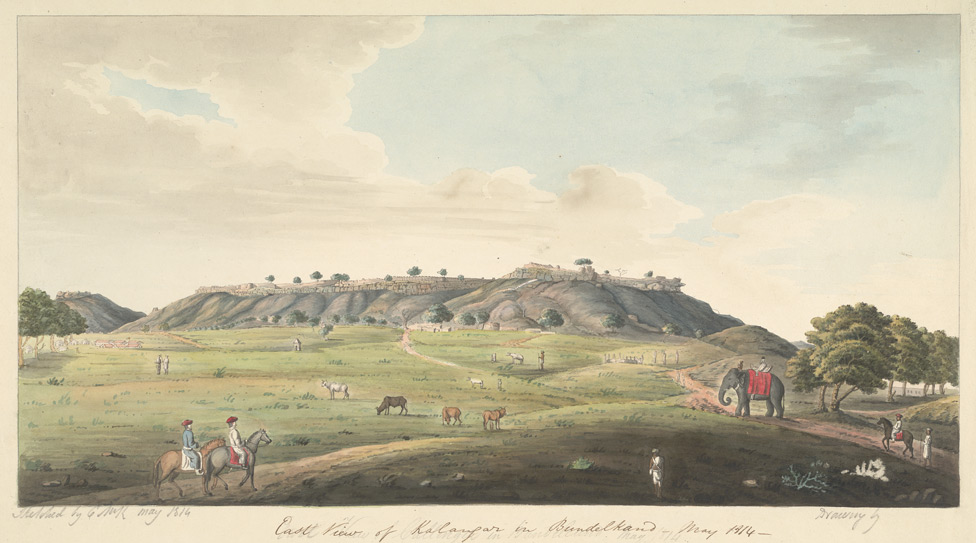
カーリンジャル城（1814年）

カーリンジャル城（カーリンジャルじょう、ヒンディー語：कालिंजर दुर्ग, 英語：Kalinjar Fort）は、インドのウッタル・プラデーシュ州、バーンダー県のバーンダーに存在する城塞。中世インドの代表的な山城で、城のふもとには城下町があり、その町はカーリンジャルと呼ばれている。ただし、城と城下町をあわせてカーリンジャルと呼ぶこともある。

## 歴史

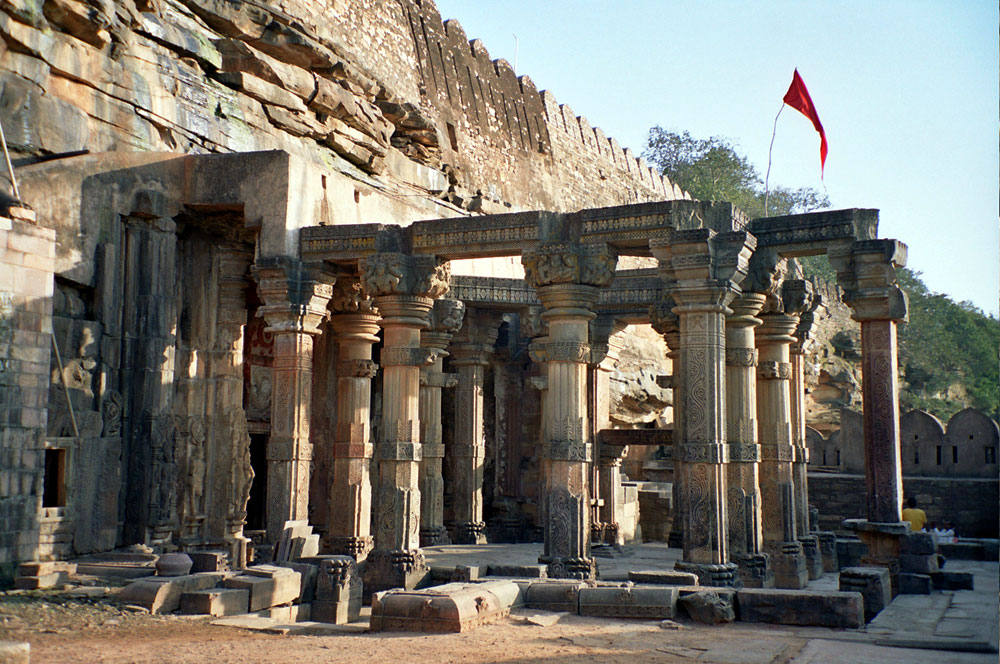
城内にあるニールカント寺院

この城の歴史は古く、2世紀頃には既に存在していた。
その後、ラージプートのチャンデーラ朝の支配下に置かれ、長らくその支配下にあった。
1023年、北インドに攻めてきたガズナ朝の君主マフムードに包囲され、占領される。
1526年、ムガル帝国の創始者バーブルが占拠する。
その後、一時的にチャンデーラ朝後裔のラージプートが支配し、1545年にこの地を攻めたシェール・シャーは事故死した。
1812年、イギリスがブンデールカンドに侵入した際、この城は包囲され、まもなく併合された。

## 地理
- ヴィンディヤ山脈の1203フィートの地点にある。

## ギャラリー

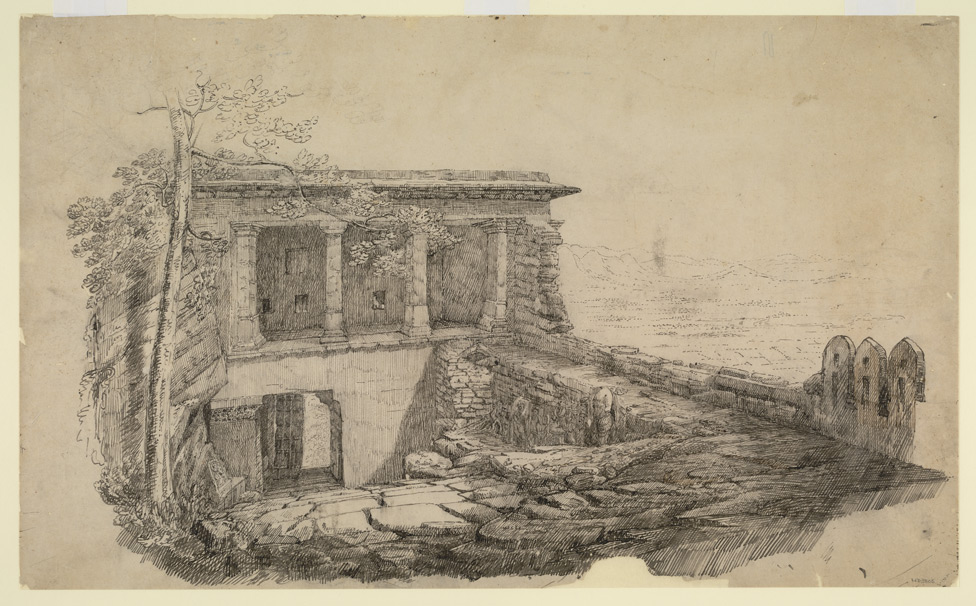
城内の支柱建築
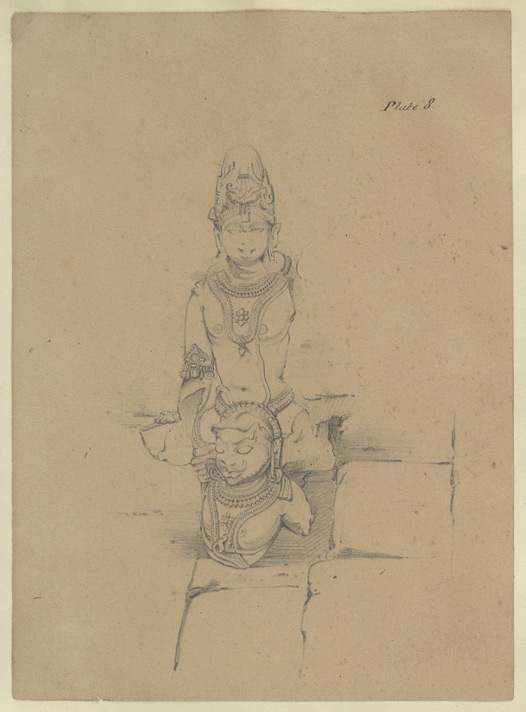
ニールカント寺院の彫刻
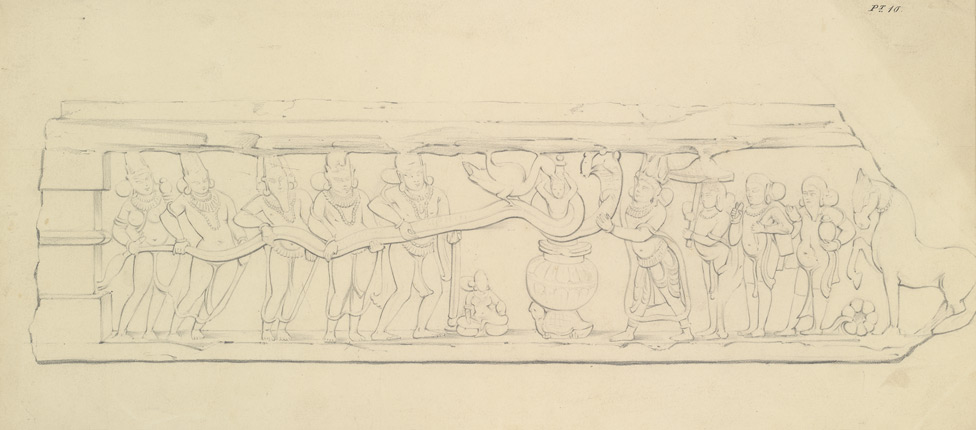
クマーラの彫刻
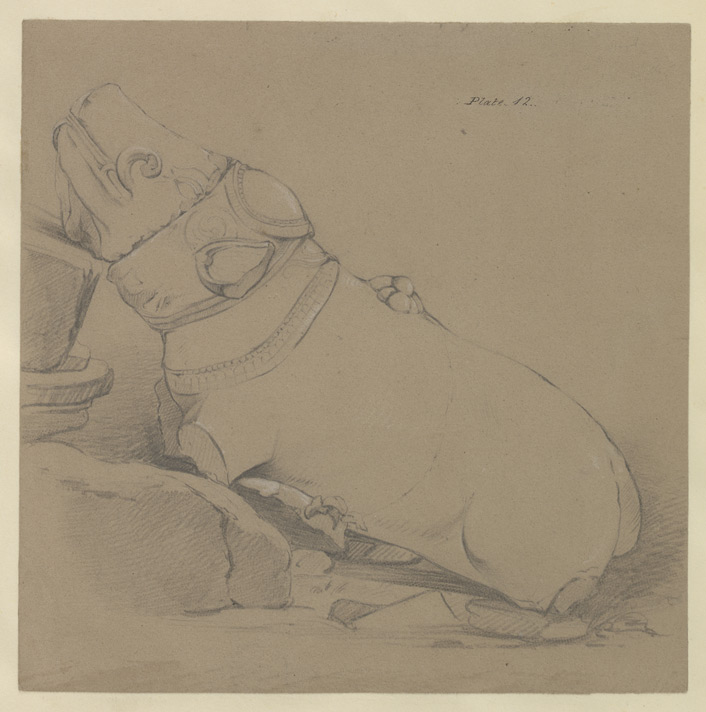
ヴァハーラの彫刻
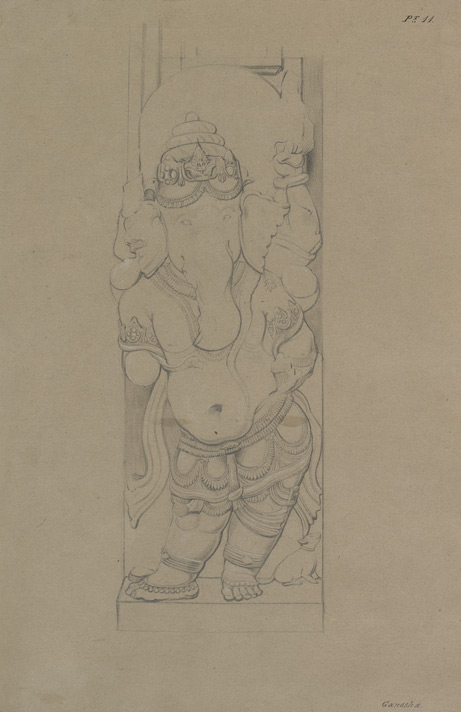
ガネーシュの彫刻
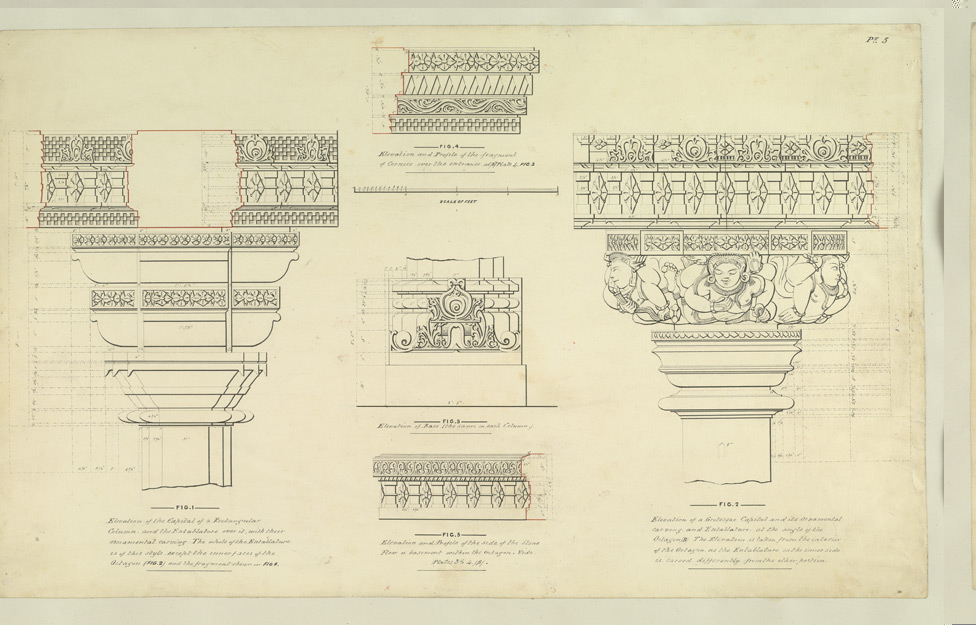